# Timbarra River (Clarence River)
Der Timbarra River, auch Rocky River, ist ein Fluss im Nordosten des australischen Bundesstaates New South Wales.

## Geographie
Der Fluss entspringt acht Kilometer südwestlich der Kleinstadt Glen Elgin am Gwydir Highway und fließt nach Nordosten. Zwei Kilometer südlich der Kleinstadt Tabulam am Bruxner Highway mündet er in den Clarence River.
In seinem Oberlauf durchfließt er den Südteil des Washpool-Nationalparks und passiert im Mittellauf den Timbarra-Nationalpark im Südosten.

### Nebenflüsse mit Mündungshöhen
Der Timbarra River hat folgende Nebenflüsse:
- Morven Creek – 430 m
- Macleods Creek – 227 m
- Nobles Creek – 172 m
- Plumbago Creek – 124 m